# Кукловод (Аватар: Легенда об Аанге)
«Кукловод» (англ. The Puppetmaster) — восьмой эпизод третьего сезона американского мультсериала «Аватар: Легенда об Аанге».

## Сюжет
Ночью в полнолуние команда Аватара рассказывает страшилки у костра у подножия горы. После жутких историй Тоф говорит, что слышит чьи-то крики под землёй, но потом они прекращаются, и к ним приходит старуха Хама. Она предлагает детям переночевать у неё, чтобы не мёрзнуть в лесу. Они соглашаются и ужинают с Хамой. Старуха предостерегает их, что в этом лесу пропадают люди. На следующий день они идут за покупками, и Катара находит общий язык с Хамой, а Аанг, Сокка и Тоф слышат разговоры людей об исчезновениях в лесу. После Хама отправляет детей домой с продуктами, а сама идёт по делам. Сокка считает её странной и решает обыскать жильё. Команда натыкается на кукол-марионеток, а затем идёт на чердак, где видит сундучок. Сокка взламывает дверь во внутрь, и Тоф использует свой металлический браслет, превращая его в ключ, чтобы открыть сундук, но они не успевают это сделать, потому что возвращается Хама. Она сама показывает им, что в сундуке её гребень, оставшийся единственной вещью из южного племени Воды, где она родилась. Старуха также поняла, что Катара оттуда.
На следующем ужине Хама разливает суп магией воды, раскрывая свои способности. Она рассказывает, что 60 лет назад маги огня впервые напали на южное племя и победили всех магов воды, забрав их в плен. Они отправили пленных в ужасные тюрьмы своей нации, и Сокка интересуется, как Хама сбежала, но ей больно отвечать, и Катара рассказывает, что они потеряли маму из-за войны. Хама радуется, что встретила южную волшебницу воды и хочет обучить Катару своим навыкам. На следующий день она прогуливается с Катарой и говорит, что есть места, где воды мало, и надо искать её там, где даже подумать нельзя. Катара отвечает, что недавно использовала свой пот, чтобы творить магию, и Хама хвалит её за находчивость. Команда Аватара интересуется у прохожего про пропавших в лесу, и он говорит, что старине Дингу удалось сбежать. Аанг, Сокка и Тоф идут к нему. Хама извлекает воду из лилий, чтобы прорубить камень, вследствие чего цветы погибают, но старуха наставляет Катаре, что в чужой стране нужно идти на жёсткие меры. Она хочет обучить её особым вещам в полнолуние. Катара боится идти в лес, но Хама говорит, что вдвоём им нечего бояться. Команда Аватара приходит к Дингу, и он рассказывает, что в полнолуние что-то контролировало его тело и вело к той горе, но начало всходить солнце, и он снова смог управлять собой и сбежал. Тоф вспоминает крики у горы, и команда бежит к ней.
Хама приводит Катару в лес и чувствует силу от полной луны. Команда Аватара находит в горе железную дверь, где заточены пропавшие люди. Друзья спрашивают, что за дух это сделал с ними, но они говорят, что это была ведьма, которая на вид кажется милой старухой. Сокка понимает, что речь о Хаме. Она тем временем рассказывает Катаре, что её держали в засушенной тюрьме высоко от воды, а когда её поили, то связывали по рукам и ногам, но каждое полнолуние она испытывала прилив сил. Однажды она увидела крысу в своей клетке и смогла контролировать её тело, назвав это магией крови. Годами она тренировалась на грызунах, а затем испытала силу на человеке. Хама заставила охранника выпустить её из камеры и сбежала. Старуха хочет передать эти навыки Катаре, но той жутко от такой силы, и она отказывается. Тогда Хама применяет магию крови на ней, сваливая на землю, но луна также подпитывает Катару, и она может противостоять ведьме. Приходят Аанг и Сокка, и Хама натравливает их на Катару, контролируя их тела. Катара замораживает их, но тогда старуха решает столкнуть их друг против друга. Аватар и Сокка бегут друг к другу, и Катара успевает остановить их, применив на Хаме магию крови. Является Тоф с людьми огня, и они арестовывают старуху, но Хама злорадствует, что выполнила свою миссию, ведь Катара научилась магии крови. Она безумно смеётся, когда её уводят, а Катара плачет из-за новообретённых нежеланных способностей.

## Отзывы

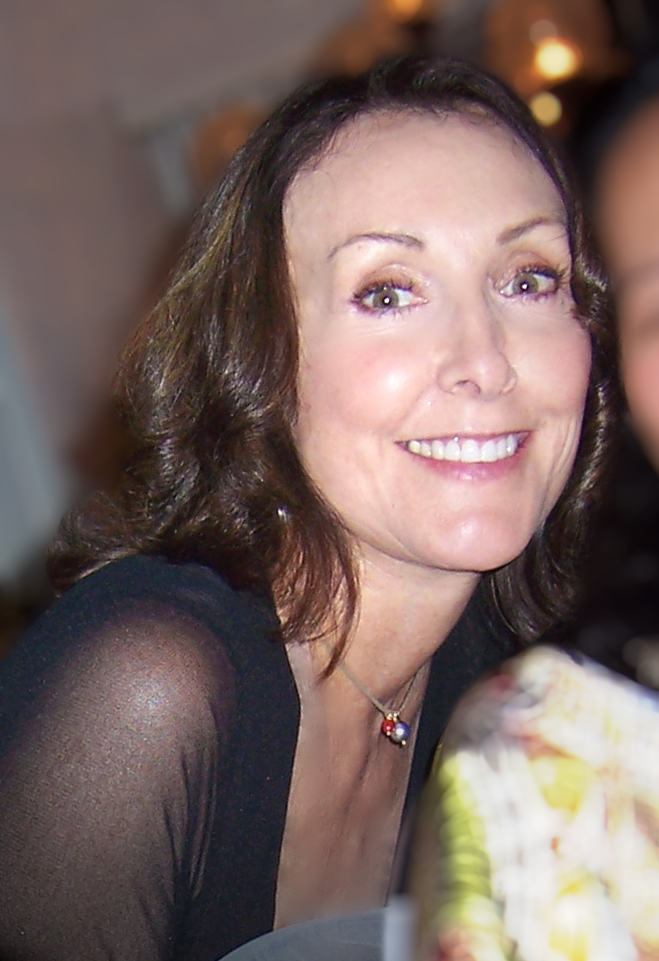
Тресс Макнилл озвучила Хаму. Рецензент из IGN назвал актрису «талантливой».

Макс Николсон из IGN поставил эпизоду оценку 8,5 из 10 и написал, что «„Кукловод“ ознаменовал важный поворотный момент в сете „Аватара“, введя магию крови, которая впоследствии станет ключевой частью Книги Первой „Легенды о Корре“». Рецензент отметил, что «этот эпизод также представил команде Аватара хорошую тайну, разгадка которой была в некоторой степени предсказуемой, но при этом хорошо выполненной в творческом плане». Критик написал, что «сюжетная линия Катары здесь также была прочной, поскольку она научилась магии в стиле „южного племени Воды“, который, конечно же, оказался извращённой версией Хамы». Николсон подчеркнул, что «ещё одним замечательным аспектом этой серии была предыстория Хамы, которую мы видели в воспоминаниях». В конце он отметил, что «эпизод завершился на заметно мрачной ноте», ибо Хаме удалось выполнить задуманное.
Хайден Чайлдс из The A.V. Club написал, что «ни один поклонник „Аватара“ не удивится, узнав, что сценарий к „Кукловоду“ написал Тим Хедрик, который также работал над жутким эпизодом про магию воды „Болото“ из второго сезона». Рецензент отметил, что «как и „Болото,“ эта серия фокусируется на ещё одной ранее неисследованной возможности магии воды». Критик назвал Хаму «в некотором роде трагической фигурой, обезумевшей от войны и решившей заставить простых граждан заплатить за её пленение и заточение в тюрьме», однако посчитал, что «в её истории есть некоторые несостыковки, но, скорее всего, это вина сценариста, а не персонажа», описав их подробнее в своей рецензии. В конце Чайлдс написал, что этот «эпизод достаточно удачный и запоминающийся, потому что хорошо устанавливает и поддерживает свой тон», а «рассказ Хамы о том, как она создала и освоила магию крови, — один из самых шокирующих моментов за весь третий сезон».
Белен Эдвардс из Screen Rant написал: «Что делает „Кукловода“ таким блестящим хэллоуинским эпизодом, так это то, что он содержит как пугающие моменты, так и значимое построение сеттинга». Он добавил, что «„Кукловод“ во многом напоминает классический хоррор, что делает его идеальным эпизодом для Хэллоуина». Журналист также отметил, что магия крови ещё появится в эпизоде «Южные захватчики» и в мультсериале «Легенда о Корре». В конце Эдвардс написал, что «в эпизоде идеально сочетаются страх и верность духу сериала». Рецензент закончил тем, что «благодаря своему гибкому тону и искажению тропов хоррора, чтобы вписаться во вселенную „Аватара“, „Кукловод“ выделяется не только как идеальный хэллоуинский эпизод, но и как одна из лучших серий в „Аватаре: Легенде об Аанге“».
Брентон Стюарт из Comic Book Resources посчитал, что «„Кукловод“ из Книги Третьей выделяется как мастер-класс по рассказыванию страшных историй и, возможно, является лучшим хэллоуинским эпизодом в истории телевидения». Он отметил, что серия «захватывающе» демонстрирует «испорченную психику бывшей военнопленной» и «её отчаянное желание отомстить». В конце Стюарт написал, что «в то время как большинство хэллоуинских эпиозодов страдают от резких расхождений в тональности от их сериалов, или же общая эстетика шоу уже настолько укоренилась в жанре ужасов, что становится трудно отличить что-либо друг от друга, „Кукловоду“ удаётся найти правильный баланс», и «он развивает общий сюжет мультсериала, оправдывает ожидания сезонного праздника и создаёт при этом самодостаточный шедевр, столь же эффективный при просмотре не только в октябре, но и, например, в марте».
Screen Rant также поставил серию на 8 место в топе лучших эпизодов 3 сезона мультсериала по версии IMDb, а CBR дал ей 9 позицию в таком же списке. По мимо этого, Screen Rant включил серию в топ лучших эпизодов по версии Reddit.